# Wereldkampioenschap ijshockey mannen 2016
Het 80e IIHF Wereldkampioenschap ijshockey voor mannenteams in de Top division (A-landen) vond plaats van 6 tot en met 22 mei 2016 in Moskou en Sint-Petersburg (Rusland). Hongarije en Kazachstan keerden na een afwezigheid van zes respectievelijk een jaar terug op het hoogste niveau. 

## Formule
De wedstrijden worden gespeeld in 2 groepen: groep A speelt in Moskou en groep B in Sint-Petersburg. Beide groepen bevatten acht teams. De vier beste teams van elke groep stoten door naar de kwartfinales. Vanaf de kwartfinales worden de groepen gemengd. De laatste van elke groep degradeert.

## Deelnemende landen
- Groep A
  -  Tsjechië
  -  Denemarken
  -  Kazachstan
  -  Letland
  -  Noorwegen
  -  Rusland
  -  Zweden
  -  Zwitserland
- Groep B
  -  Canada
  -  Duitsland
  -  Finland
  -  Frankrijk
  -  Hongarije
  -  Slowakije
  -  Verenigde Staten
  -  Wit-Rusland